# Unde domnește tăcerea

"Where Silence Has Lease" este un episod din al doilea sezon al serialul științifico-fantastic „Star Trek: Generația următoare”. Scenariul este scris de Jack B. Sowards; regizor este Winrich Kolbe. A avut premiera la 28 noiembrie 1988.

## Prezentare
Nava Enterprise este prinsă într-o „gaură în spațiu”, unde echipajul întâlnește fenomene spațiale stranii și nave fără echipaj, care se materializează și dispar. Echipajul suspectează că sunt folosiți drept cobai.

## Vezi și
- 1988 în științifico-fantastic